# Авдий (мученик)
Авди́й, или А́вда, или Ави́д, или Авде́й (др.-греч. Ἄβδας, ̓Ἀβδαέος, ̓Ἀβδᾶς, Αὐδᾶς, лат. Abdas; V век) — христианский епископ в Персии. Причислен к лику святых как священномученик.
Авдий был епископом в одном из городов в Персии. Различные источники называют этот город по-разному: Ергол (др.-греч. Ἐργόλ), Сузы, Хормизд-Ардашир (Ахваз). Авдий проповедовал христианство в Персии, он дружил с епископом Маруфой, и пользовался покровительством шаханшаха Йездигерда. Сократ Схоластик сообщает о том, что Маруфа и Авдий, попостившись и помолившись, избавили сына шашаншаха от мучившего его демона. Авдий увлёкся неблагоразумной ревностью и разрушил пирей (зороастрийский храм огня). Шаханшах Йездигерд I, проводивший политику веротерпимости, призвал Авдия, кротко укорил его за этот поступок и приказал епископу восстановить зороастрийский храм. Авдий стал спорить с правителем и отказался выполнять повеление шаханшаха. Затем Йездигерд разгневался и угрожал разрушить все христианские церкви в Персии; Авдий же, несмотря на угрозы, отказался выполнять повеление шаханшаха. После этого шаханшах Йездигерд отдал приказ избить Авдия суковатыми палками; Авдия после избиения принесли в его дом, где он и умер. Шаханшах исполнил свою угрозу и разрушил христианские церкви в Персии. Наиболее ранний источник, рассказывающий о Авдии, — «Церковная история» Феодорита Кирского.
Более поздние источники называют различные лица, пострадавшие с Авдием от шаханшаха. Синаксарь Константинопольской церкви X века упоминает имя дьякона Вениамина. Древнеармянский источник называет имена: священники Хашу и Исаак, книжник Ефрем, иподиакон Папа, миряне Дадук, Дуртан, Папа, брат Авдия. В древнеармянском источнике разрушение пирея приписано священнику Хашу.